# المحبس
المحبس (به عربی: المحبس) یک منطقهٔ مسکونی در صحرای غربی است که در Assa-Zag Province واقع شده‌است. المحبس ۵۵٫۰ کیلومتر مربع مساحت و ۷٬۳۳۱ نفر جمعیت دارد.

## خواهرخوانده
شهرهای سان جووانی والدارنو و سان کاسچیانو این وال دی پسا خواهرخوانده‌های المحبس هستند.